# Alfred Duranleau
Pour les articles homonymes, voir Duranleau.
Alfred Duranleau (1er novembre 1871 - 11 mars 1951) est un avocat et homme politique fédéral et provincial du Québec.

## Biographie
Né à Farnham-Ouest dans la région de Montérégie, il étudia en droit et est nommé au Barreau du Québec en 1897. En 1915, il est nommé au Conseil du Roi. Bâtonnier du Québec en 1931 et 1932, il devint également membre du Bureau des examinateurs du Barreau. Enfin, il fut gouverneur à vie de l'Hôpital Notre-Dame de Montréal.
Élu député du Parti conservateur du Québec dans la circonscription provinciale de Montréal-Laurier en 1923, il remporta l'élection face aux deux candidats libéraux Ernest Poulin et Hector Perrier. Il est défait en 1927.
Élu député du Parti conservateur dans la circonscription fédérale de Chambly—Verchères en 1930, il démissionne en 1935 pour devenir juge à la Cour supérieure du Québec. Durant sa carrière politique fédérale, il a été ministre de la Marine de 1930 à 1935 et ministre des Pêches par intérim de 1932 à 1934.
Sa sépulture est située dans le Cimetière Notre-Dame-des-Neiges, à Montréal.